# Tommi Kitti
Tommi Tapani Kitti, född 28 november 1955 i Helsingfors, är en finländsk dansare och koreograf. 
Kitti har varit dansare vid dansteatern Raatikko (1973–1980, 1981–1982), dansgruppen vid Helsingfors stadsteater (1974–1975), Cullbergbaletten (1980-1981) och Finlands nationalbalett (1982–1993). Sedan 1975 är han verksam som koreograf. Bland hans verk märks helaftonsbaletten Loviisa (1987) för nationalbaletten och Leonardo (1996) för Helsingfors stadsteater. Han utsågs 2000 som förste finländare till finalen i den internationella koreografimönstringen Rencontres Internationales Chorègraphiques de Seine-Saint-Denis med verket Stilleben för fyra dansare. År 2000 blev han ledare och koreograf för sin egen dansgrupp Tommi Kitti & Co, vilken avslutade sin aktiva karriär hösten 2010 med en uppmärksammad avskedsturné.
Kitti har även verkat som huskoreograf vid Zodiak-centret för ny dans 2001–2003. Han har därtill skapat koreografi även för opera och teater samt improviserat tillsammans med NADA-ensemblen och med Iiro Rantala. Han har verkat som pedagog sedan 1974, bland annat som tillförordnad biträdande professor i koreografi vid Teaterhögskolan i Helsingfors 1990–1991, och var konstnärsprofessor för dans 1993–1998. Han tilldelades Pro Finlandia-medaljen 2003.